# Wedge Island (ö i Australien, Western Australia, lat -30,83, long 115,19)
Wedge Island är en ö i Australien. Den ligger i delstaten Western Australia, omkring 140 kilometer nordväst om delstatshuvudstaden Perth.
Trakten runt Wedge Island består i huvudsak av gräsmarker. Trakten runt Wedge Island är nära nog obefolkad, med mindre än två invånare per kvadratkilometer. Genomsnittlig årsnederbörd är 632 millimeter. Den regnigaste månaden är juli, med i genomsnitt 125 mm nederbörd, och den torraste är december, med 12 mm nederbörd.